# Spanien under huset Bourbon
Kungahuset Bourbon hade blivit Spaniens monarker under Spanska tronföljdskriget. Bourbon styrde Spanien 1700-1808. Efter spanska tronföljdskriget förlorade Spanien sina besittningar i Nederländerna och Italien, Menorca och Gibraltar. Spanien var inte längre lika starkt som innan kriget och skulle aldrig bli det igen. Bourbonernas styre avslutades med att Spanien blev en fransk  satellitstat och Napoleon I:s bror Joseph Bonaparte blev kung.

## Spaniens inrikespolitik
Under spanska tronföljdskriget blev det omfattande uppror i östra Spanien vilka krossades vid krigets slut. För att hindra att det skulle upprepas införde kung Filip V nya omfattande lagar. Dessa lagar förbjöd katalanska och andra yttringar av katalansk nationalism till exempel katalansk dans och folkmusik. Spanien centraliserades under Filip V styre.
Filip V, Ferdinand VI och Karl III ville modernisera Spanien genom upplysningens idéer. Bland annat fick parlamentet mer makt. Kyrkans makt minskade och jesuiterna förbjöds. Allmänna sjukhus infördes också.

## Karl IV och Napoleonkrigen
Karl IV var mindre ambitiös än sina föregångare. Han lät drottningen sköta landet som i sin tur lät sin älskare Manuel Godoy styra landet. Under Napoleonkrigen ställde sig Spanien på Frankrikes sida. Spanien anföll Portugal och förklarade krig mot Storbritannien. Den spanska och franska flottan förlorade det viktiga slaget vid Trafalgar vilket skulle försvaga krigsmakten mycket. 1808 ville Napoleon I få mer direkt makt över Spanien, avsatte kungen och gjorde sin bror Joseph Bonaparte till kung.

## Kolonierna
Under Karl III:s regeringstid lättades handelsmonopolet i kolonierna och kreolerna (den vita överklassen) fick handla direkt med spanska handelshus utan statens inblandning. I kolonin Nya Spanien (dagens Mexiko) fick kreolerna också ta del i beslutande på kommunal nivå.